# Friedrich Aichberger
Friedrich Aichberger (* 22. März 1908; † 9. August 1992) war ein deutscher Jurist. Er war Senatspräsident am Bayerischen Landessozialgericht.
Neben der Veröffentlichung von Standardwerken zur Reichsversicherungsordnung und zum Angestelltenversicherungsgesetz war er Begründer und Herausgeber der Loseblattsammlung zum Sozialgesetzbuch.
Er war seit 1928 Mitglied der katholischen Studentenverbindung KDStV Cheruscia Würzburg.

## Auszeichnungen
- Bundesverdienstkreuz am Bande (1. August 1975)[2]